# 青梅市文化交流センター
青梅市文化交流センター（おうめしぶんかこうりゅうセンター）は、東京都青梅市上町にある生涯学習施設。
2019年（平成31年）4月1日に開館した。施設の愛称はS&Dたまぐーセンター。

## 概要
1966年（昭和41年）から運営されてきた青梅市民会館が、老朽化と耐震性の問題により2017年（平成29年）3月31日をもって閉館し、その跡地に建設された。市民に文化活動および地域交流の場を提供し、生涯にわたる学習活動を総合的に支援することを目的としている。
青梅市で初めてネーミングライツ制度を導入した施設である。当初、福生市に本社を置いていたトヨタ自動車のディーラー「ネッツトヨタ多摩」（現：トヨタS&D西東京）が命名権を取得し、愛称をネッツたまぐーセンターとした。この愛称は、同社のオリジナルキャラクター「たまぐー」に由来する。「たまぐー」は、多摩地域を良く（Goodに）したいという願いから生まれた妖精である。
その後、2024年4月1日から3年間の契約更新が行われ、命名権料は年額108万円（税込）となっている。

## 歴史
- 2017年（平成29年）3月31日 - 前身施設である青梅市民会館が閉館。
- 2019年（平成31年）4月1日 - 青梅市文化交流センターとして開館し、愛称を「ネッツたまぐーセンター」とする。
- 2023年（令和5年）4月1日 - ネーミングライツパートナーの社名変更に伴い、愛称を「S&Dたまぐーセンター」に改称。
- 2024年（令和6年）4月1日 - ネーミングライツ契約を更新。

## 施設
施設は地下1階、地上4階建て。全世代の市民が集う「あそびば」をコンセプトとしている。
- 多目的ホール（1階）：定員271人。電動昇降ステージを備えた平土間形式のホール。[9]
- 文化活動室・バンドルーム（地下1階）：防音仕様となっており、グランドピアノやアップライトピアノが常設されている部屋もある。
- 研修室・実習室・アートルーム（2階）
- 和室・会議室（3階）
- その他：各階に展示交流スペース、1階にキッズスペース、4階に屋上テラスがある。

## 利用案内
- 開館時間
  - 午前8時30分～午後10時
  - 青梅市民センター窓口：午前8時30分～午後5時
  - キッズスペース・屋上テラス：午前9時～午後5時
- 休館日
  - 毎月第3月曜日（祝日の場合は、その翌日以降の最初の平日）
  - 年末年始（12月29日～1月3日）
- アクセス
  - JR東日本青梅線 青梅駅から徒歩約5分。[10]
- 駐車場・駐輪場
  - 専用駐車場はないが、提携コインパーキングの割引がある。[11]
  - 建物の北側に無料の利用者専用駐輪場がある。